# Альдеануева-де-Сан-Бартоломе
Альдеануева-де-Сан-Бартоломе (ісп. Aldeanueva de San Bartolomé) — муніципалітет в Іспанії, у складі автономної спільноти Кастилія-Ла-Манча, у провінції Толедо. Населення — 510 осіб (2010).
Муніципалітет розташований на відстані близько 150 км на південний захід від Мадрида, 95 км на захід від Толедо.

## Демографія
Динаміка населення (INE ):

## Галерея зображень

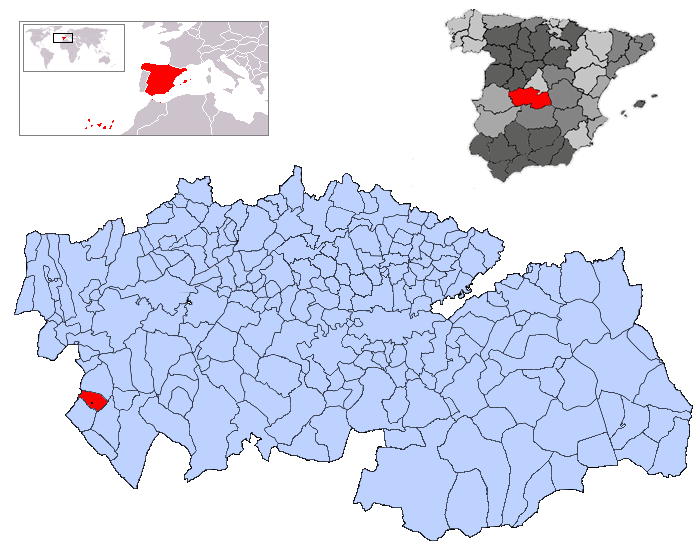
Розташування муніципалітету у провінції Толедо